# Dvojno jezero
Dvojno jezero je ledovcové jezero ve Slovinsku. S nadmořskou výškou 1685 m je druhým nejníže položeným jezerem v Dolině Sedmi Triglavských jezer. Leží pod Malou Tičaricou jižně od Koči pri Triglavskih jezerih. Skládá se ze dvou vodních ploch, které se spojují při vyšším stavu vody a při nižším stavu vody tvoří dvě samostatná jezera. Spojená plocha obou jezer je 300 m dlouhá a 130 m široká.

## Vodní režim
Jezero nemá povrchový přítok ani odtok. Voda do něj přitéká pod zemí z výše položených jezer a odtéká do Črna jezera a dále do vodopádu Savica a z něj do Bohinjského jezera.

## Ochrana přírody
Celé povodí jezera se nachází na území Triglavského národního parku. Z vodních rostlin v jezeře roste rdest prorostlý a pryskyřník lakušník niťolistý.

## Přístup
Pleso je přístupné pěšky po celý rok.
- po  červené značce od Koči pri Triglavskih jezerih - 3 minuty.
- po  červené značce od Bregarjeva zavetišča na planině Viševnik - 2 hodiny.
- po  červené značce od Koči na Planini pri Jezeru - 2½ hodiny.
- po  červené značce od Zasavske koči na Prehodavcih - 2½ hodiny.
- po  červené značce od Domu na Komni - 3 hodiny.
- po  červené značce od Koči pri Savici přes Komarču - 3¾ hodiny.
- po  červené značce z Ukance přes Komarču - 4¾ hodiny.